# Rifugio Giuseppe Volpi di Misurata al Mulaz
Il rifugio Giuseppe Volpi di Misurata al Mulaz è un rifugio della sezione di Venezia del CAI, situato nel comune di Falcade (BL), nelle immediate vicinanze del passo Mulaz, in testata della val Focobon, nel gruppo montuoso delle Pale di San Martino, a 2.571 m s.l.m.

## Caratteristiche e informazioni
Il rifugio si trova sull'Alta via n. 2, che prevede qui il pernottamento tra l'ottava e la nona giornata. Adiacente al rifugio, vi è un locale invernale (capienza 12 posti) con un apparecchio di emergenza.

## Accessi
- da Falcade (sentiero 722) in circa 4 ore
- dalla val Venegia e passo Rolle (sentiero 710) in circa 3 ore
- da Gares di Canale d'Agordo (sentiero 752)
- da passo Valles (sentiero 751)

## Ascensioni
- Mulaz (2.906 m)
- Cima di Campido (3.001 m)
- Cima del Focobon (3.054 m)
- Punta Chiggiato (sottogruppo del Focobon)
- Cima dei Bureloni (3.130 m)

## Traversate
- A Gares, per il passo delle Farangole
- Al rifugio G. Pedrotti (Rosetta) (2.581 m)